# Wyżni Mały Furkotny Stawek
Wyżni Mały Furkotny Stawek (słow. Vyšné Furkotské pliesko, niem. Oberer Furkotasee, węg. Felső-Furkota-tó) – stawek położony na wysokości 1698 m n.p.m. w Dolinie Furkotnej, w słowackich Tatrach Wysokich. Pomiary pracowników TANAP-u z lat 1961–1967 wykazują, że ma on powierzchnię 0,399 ha, wymiary 85 × 62 m i głębokość ok. 2,3 m.
Stawek znajduje się wśród kosodrzewiny, u podnóża progu Doliny Furkotnej. Znajduje się w nim stanowisko skrzelopływki bagiennej, jedyne takie w Tatrach (drugie znajdowało się w Dwoistym Stawie Gąsienicowym, lecz w nim skorupiak ten wyginął). Nieco na wschód od niego za potężną bulą przepływa Furkotny Potok, a na południowy zachód leży Niżni Mały Furkotny Stawek, który jest nieco mniejszy. Do Wyżniego Małego Furkotnego Stawku nie prowadzą żadne znakowane szlaki turystyczne.